# Fjädermott

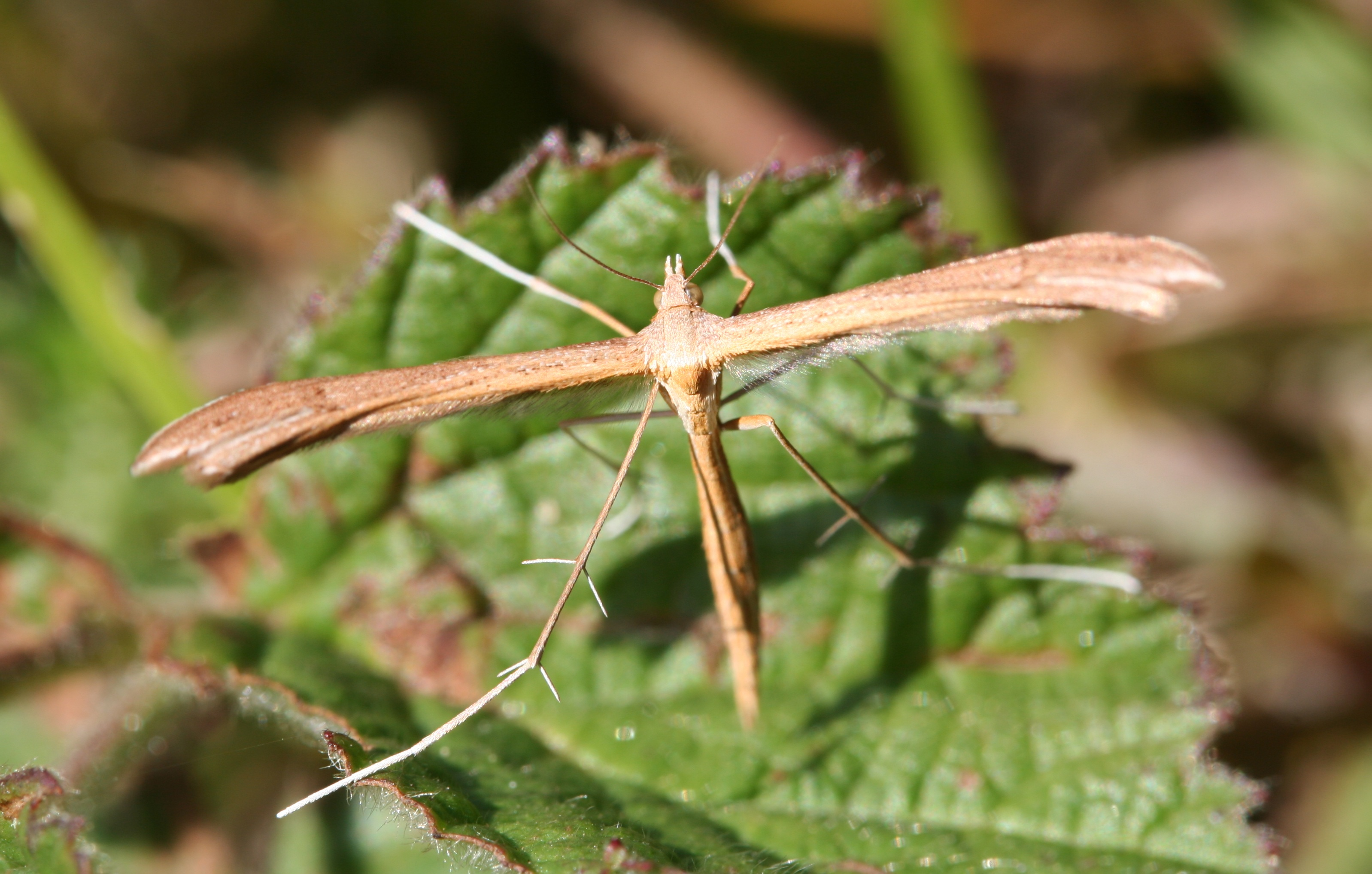
Teveronikefjädermott, Stenoptilia pterodactyla

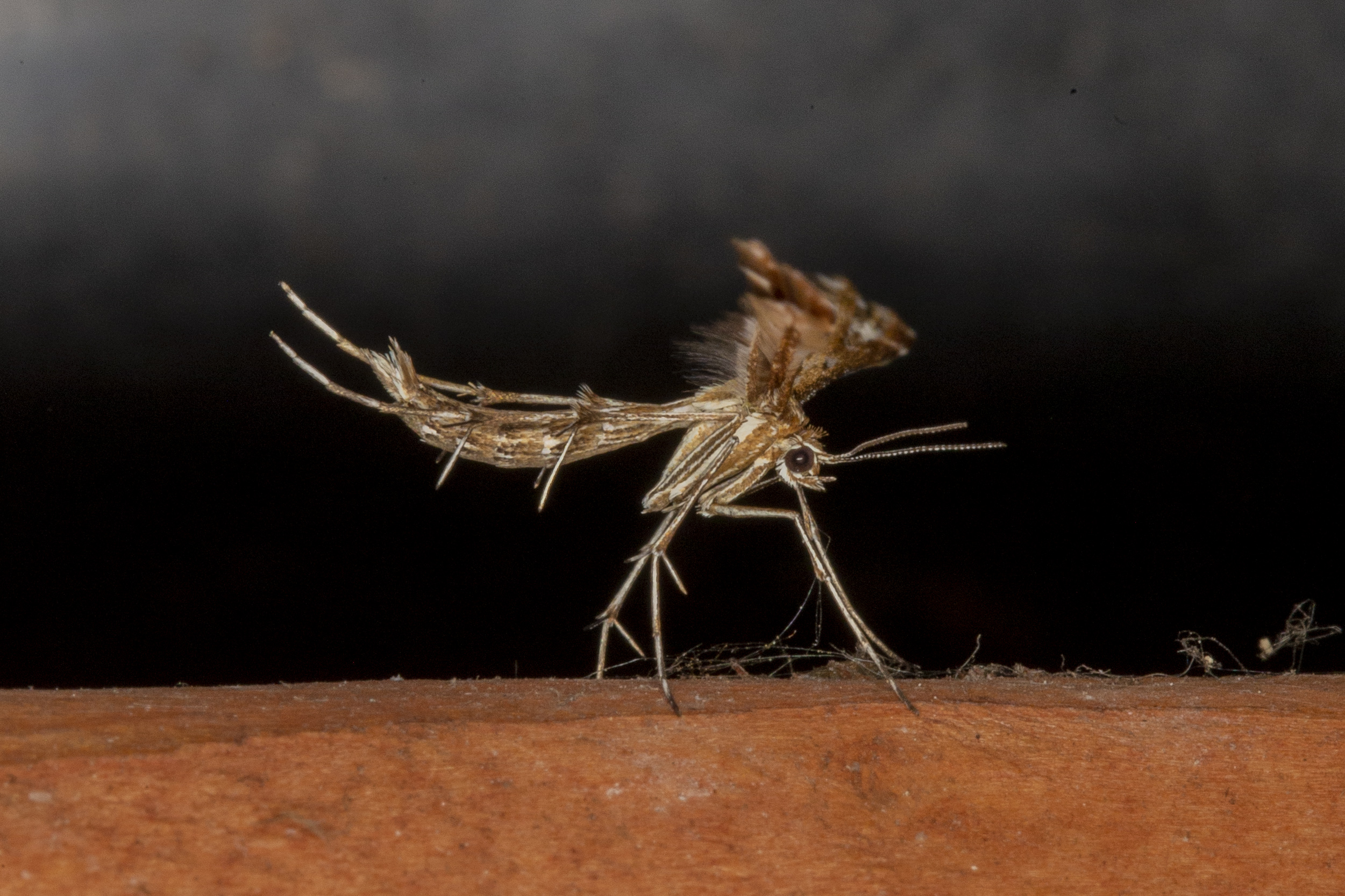
Humleblomsterfjädermott, Geina didactyla

Fjädermott (Pterophoridae) är en familj av små nattfjärilar med spenslig kropp. 43 arter fjädermott har påträffats i Sverige och 42 av dessa är bofasta.

## Utseende
De har långa, taggiga ben och i de flesta fall båda vingparen längskluvna i smala, i både fram- och bakkanten fransade flikar, som har en viss likhet med fjädrar. Under vila hålls vingarna rakt utsträckta åt sidorna. Larverna är, i olikhet mot mottens, tröga, hårbeklädda och lever dels öppet på bladen av sin näringsväxt, dels i det inre av stjälken.
Fjärilarna sitter om dagen gömda under något blad. Allmänna i Sverige är arten Teveronikefjädermott, Stenoptilia pterodactyla, som är rödgult, och Vitt fjädermott, Pterophorus pentadactyla som är snövitt. Båda har kluvna framvingar i två, bakvingarna åter i tre flikar. Den förras vingbredd är 20 till 25 millimeter, den senares 28 till 30 millimeter. Larverna av båda arter uppges leva på bladen av vindeväxter och rosväxter.

## Släktskap
Kladogram enligt Dyntaxa:
|  | Havsnarvsfjädermott Paraplatyptilia taprobanes |
|  |                                                |

|  | Gamanderfjädermott Capperia britanniodactyla |
|  |                                              |
|  | Hjärtstillefjädermott Capperia trichodactyla |
|  |                                              |

|  | Parkståndsfjädermott Platyptilia nemoralis       |
|  |                                                  |
|  | Vattenståndsfjädermott Platyptilia isodactyla    |
|  |                                                  |
|  | Kattfotsfjädermott Platyptilia tesseradactyla VU |
|  |                                                  |
|  | Hästhovsfjädermott Platyptilia gonodactyla       |
|  |                                                  |
|  | Gullrisfjädermott Platyptilia calodactyla        |
|  |                                                  |
|  | Korsörtsfjädermott Platyptilia farfarella        |
|  |                                                  |

|  | Marskfjädermott Agdistis bennetii |
|  |                                   |
|  | Hedfjädermott Agdistis adactyla   |
|  |                                   |

|  | Pestskråpsfjädermott Buszkoiana capnodactyla VU |
|  |                                                 |

|  | Röllikafjädermott Gillmeria pallidactyla |
|  |                                          |
|  | Renfanefjädermott Gillmeria tetradactyla |
|  |                                          |

|  | Stinksyskefjädermott Amblyptilia acanthadactyla |
|  |                                                 |
|  | Stormhattsfjädermott Amblyptilia punctidactyla  |
|  |                                                 |

|  | Östligt fjädermott Stenoptilia nolckeni              |
|  |                                                      |
|  | Sandfjädermott Stenoptilia arida                     |
|  |                                                      |
|  | Klockgentianafjädermott Stenoptilia pneumonanthes CR |
|  |                                                      |
|  | Arunfjädermott Stenoptilia zophodactyla RE           |
|  |                                                      |
|  | Teveronikefjädermott Stenoptilia pterodactyla        |
|  |                                                      |
|  | Strandveronikefjädermott Stenoptilia veronicae NT    |
|  |                                                      |
|  | Ängsväddsfjädermott Stenoptilia bipunctidactyla      |
|  |                                                      |
|  | Mandelblommefjädermott Stenoptilia pelidnodactyla    |
|  |                                                      |
|  | Tuvbräckefjädermott Stenoptilia islandica VU         |
|  |                                                      |

|  | Rosenfjädermott Cnaemidophorus rhododactylus |
|  |                                              |

|  | Puktörnefjädermott Marasmarcha lunaedactyla |
|  |                                             |

|  | Gråfibblefjädermott Oxyptilus pilosellae       |
|  |                                                |
|  | Flockfibblefjädermott Oxyptilus chrysodactylus |
|  |                                                |
|  | Backfibblefjädermott Oxyptilus ericetorum      |
|  |                                                |
|  | Sandfibblefjädermott Oxyptilus parvidactylus   |
|  |                                                |

|  | Mörkt fibblefjädermottCrombrugghia tristis  |
|  |                                             |
|  | Klofibblefjädermott Crombrugghia distans NT |
|  |                                             |

|  | Humleblomsterfjädermott Geina didactyla |
|  |                                         |

|  | Sileshårsfjädermott Buckleria paludum |
|  |                                       |

|  | Vitt fjädermott Pterophorus pentadactylus |
|  |                                           |

|  | Kardborrefjädermott Porrittia galactodactyla |
|  |                                              |

|  | Spåtistelsfjädermott Calyciphora albodactyla VU |
|  |                                                 |

|  | Kungsmyntefjädermott Merrifieldia baliodactyla NT          |
|  |                                                            |
|  | Linjesprötat timjanfjädermott Merrifieldia leucodactyla NT |
|  |                                                            |
|  | Fläcksprötat timjanfjädermott Merrifieldia tridactyla NT   |
|  |                                                            |

|  | Skogssallatsfjädermott Pselnophorus heterodactylus |
|  |                                                    |

|  | Gråbinkefjädermott Oidaematophorus rogenhoferi VU        |
|  |                                                          |
|  | Brunt krisslefjädermott Oidaematophorus vafradactylus VU |
|  |                                                          |
|  | Grått krisslefjädermott Oidaematophorus lithodactylus    |
|  |                                                          |

|  | Gult krisslefjädermott Hellinsia carphodactyla        |
|  |                                                       |
|  | Luddkrisslefjädermott Hellinsia inulae                |
|  |                                                       |
|  | Gult gullrisfjädermott Hellinsia osteodactyla         |
|  |                                                       |
|  | Malörtsfjädermott Hellinsia distincta                 |
|  |                                                       |
|  | Fibbleblomsfjädermott Hellinsia didactylites          |
|  |                                                       |
|  | Treprickigt gullrisfjädermott Hellinsia tephradactyla |
|  |                                                       |
|  | Gråbofjädermott Hellinsia lienigiana                  |
|  |                                                       |

|  | Hampflockelsfjädermott Adaina microdactyla |
|  |                                            |

|  | Snårvindefjädermott Emmelina argoteles   |
|  |                                          |
|  | Åkervindefjädermott Emmelina monodactyla |
|  |                                          |

|  | Havsnarvsfjädermott Paraplatyptilia taprobanes |
|  |                                                |

|  | Gamanderfjädermott Capperia britanniodactyla |
|  |                                              |
|  | Hjärtstillefjädermott Capperia trichodactyla |
|  |                                              |

|  | Parkståndsfjädermott Platyptilia nemoralis       |
|  |                                                  |
|  | Vattenståndsfjädermott Platyptilia isodactyla    |
|  |                                                  |
|  | Kattfotsfjädermott Platyptilia tesseradactyla VU |
|  |                                                  |
|  | Hästhovsfjädermott Platyptilia gonodactyla       |
|  |                                                  |
|  | Gullrisfjädermott Platyptilia calodactyla        |
|  |                                                  |
|  | Korsörtsfjädermott Platyptilia farfarella        |
|  |                                                  |

|  | Marskfjädermott Agdistis bennetii |
|  |                                   |
|  | Hedfjädermott Agdistis adactyla   |
|  |                                   |

|  | Pestskråpsfjädermott Buszkoiana capnodactyla VU |
|  |                                                 |

|  | Röllikafjädermott Gillmeria pallidactyla |
|  |                                          |
|  | Renfanefjädermott Gillmeria tetradactyla |
|  |                                          |

|  | Stinksyskefjädermott Amblyptilia acanthadactyla |
|  |                                                 |
|  | Stormhattsfjädermott Amblyptilia punctidactyla  |
|  |                                                 |

|  | Östligt fjädermott Stenoptilia nolckeni              |
|  |                                                      |
|  | Sandfjädermott Stenoptilia arida                     |
|  |                                                      |
|  | Klockgentianafjädermott Stenoptilia pneumonanthes CR |
|  |                                                      |
|  | Arunfjädermott Stenoptilia zophodactyla RE           |
|  |                                                      |
|  | Teveronikefjädermott Stenoptilia pterodactyla        |
|  |                                                      |
|  | Strandveronikefjädermott Stenoptilia veronicae NT    |
|  |                                                      |
|  | Ängsväddsfjädermott Stenoptilia bipunctidactyla      |
|  |                                                      |
|  | Mandelblommefjädermott Stenoptilia pelidnodactyla    |
|  |                                                      |
|  | Tuvbräckefjädermott Stenoptilia islandica VU         |
|  |                                                      |

|  | Rosenfjädermott Cnaemidophorus rhododactylus |
|  |                                              |

|  | Puktörnefjädermott Marasmarcha lunaedactyla |
|  |                                             |

|  | Gråfibblefjädermott Oxyptilus pilosellae       |
|  |                                                |
|  | Flockfibblefjädermott Oxyptilus chrysodactylus |
|  |                                                |
|  | Backfibblefjädermott Oxyptilus ericetorum      |
|  |                                                |
|  | Sandfibblefjädermott Oxyptilus parvidactylus   |
|  |                                                |

|  | Mörkt fibblefjädermottCrombrugghia tristis  |
|  |                                             |
|  | Klofibblefjädermott Crombrugghia distans NT |
|  |                                             |

|  | Humleblomsterfjädermott Geina didactyla |
|  |                                         |

|  | Sileshårsfjädermott Buckleria paludum |
|  |                                       |

|  | Vitt fjädermott Pterophorus pentadactylus |
|  |                                           |

|  | Kardborrefjädermott Porrittia galactodactyla |
|  |                                              |

|  | Spåtistelsfjädermott Calyciphora albodactyla VU |
|  |                                                 |

|  | Kungsmyntefjädermott Merrifieldia baliodactyla NT          |
|  |                                                            |
|  | Linjesprötat timjanfjädermott Merrifieldia leucodactyla NT |
|  |                                                            |
|  | Fläcksprötat timjanfjädermott Merrifieldia tridactyla NT   |
|  |                                                            |

|  | Skogssallatsfjädermott Pselnophorus heterodactylus |
|  |                                                    |

|  | Gråbinkefjädermott Oidaematophorus rogenhoferi VU        |
|  |                                                          |
|  | Brunt krisslefjädermott Oidaematophorus vafradactylus VU |
|  |                                                          |
|  | Grått krisslefjädermott Oidaematophorus lithodactylus    |
|  |                                                          |

|  | Gult krisslefjädermott Hellinsia carphodactyla        |
|  |                                                       |
|  | Luddkrisslefjädermott Hellinsia inulae                |
|  |                                                       |
|  | Gult gullrisfjädermott Hellinsia osteodactyla         |
|  |                                                       |
|  | Malörtsfjädermott Hellinsia distincta                 |
|  |                                                       |
|  | Fibbleblomsfjädermott Hellinsia didactylites          |
|  |                                                       |
|  | Treprickigt gullrisfjädermott Hellinsia tephradactyla |
|  |                                                       |
|  | Gråbofjädermott Hellinsia lienigiana                  |
|  |                                                       |

|  | Hampflockelsfjädermott Adaina microdactyla |
|  |                                            |

|  | Snårvindefjädermott Emmelina argoteles   |
|  |                                          |
|  | Åkervindefjädermott Emmelina monodactyla |
|  |                                          |